# Listă de animale care apar pe timbre poștale din România
Următoarea listă cuprinde animale vertebrate (mamifere și dinozauri) a căror imagine apare pe timbre poștale din România. Pentru o listă de păsări vedeți Listă de păsări care apar pe timbre poștale din România. Pentru o listă de insecte vedeți Listă de insecte care apar pe timbre poștale din România. 

## B

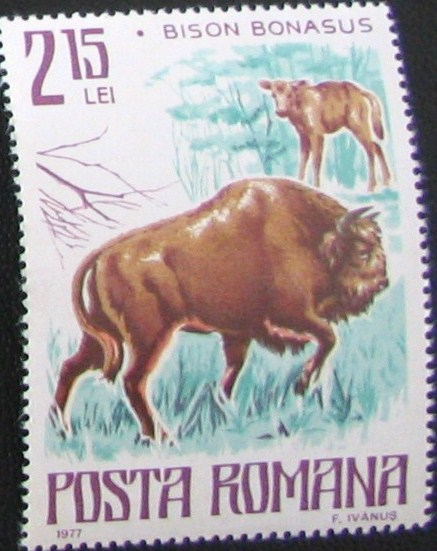
Bison bonasus

## C

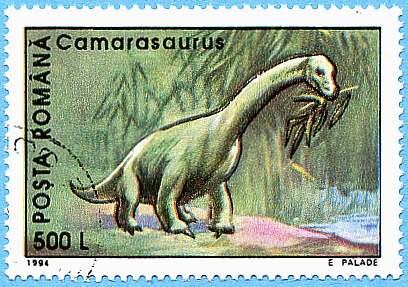
Camarasaurus
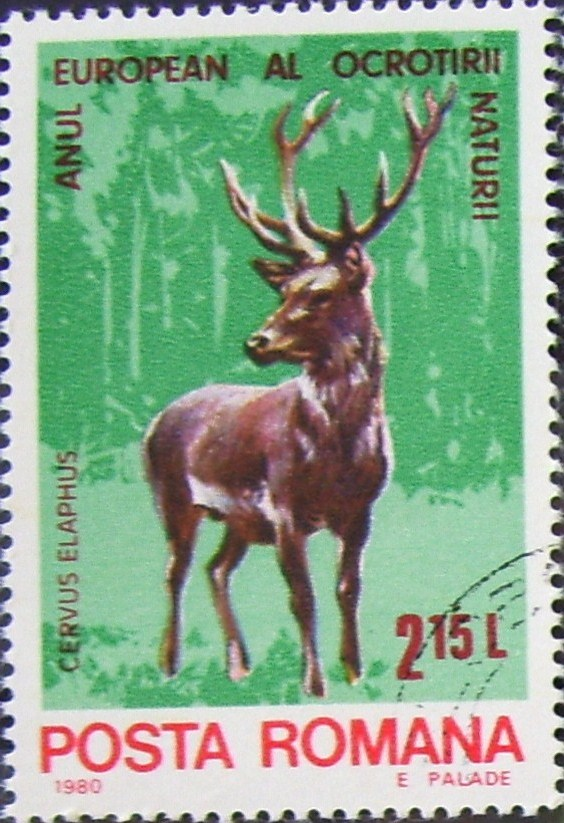
Cervus elaphus
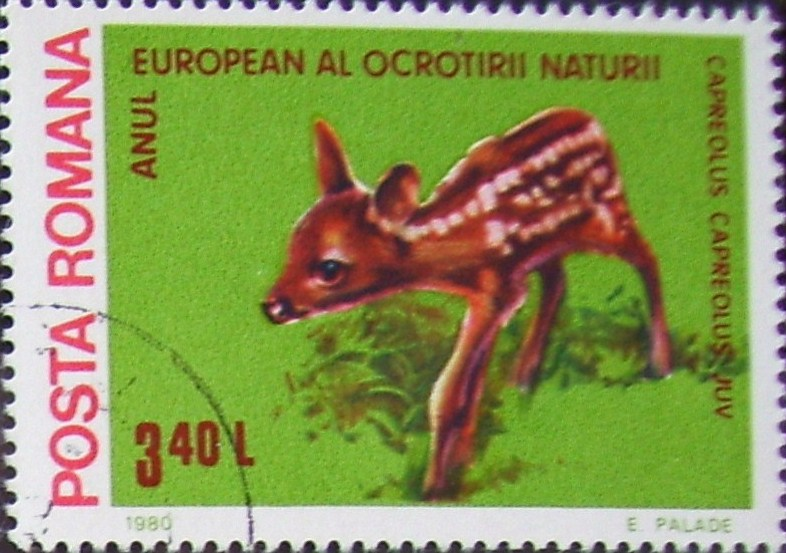
Căprioara
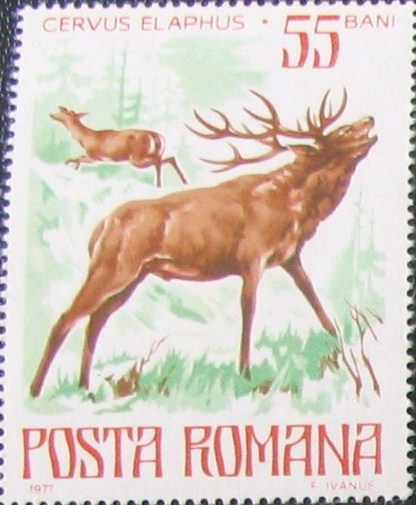
Cerbul

## L

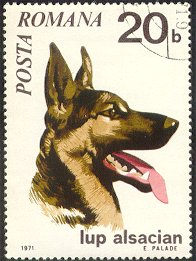
Lup alsacian
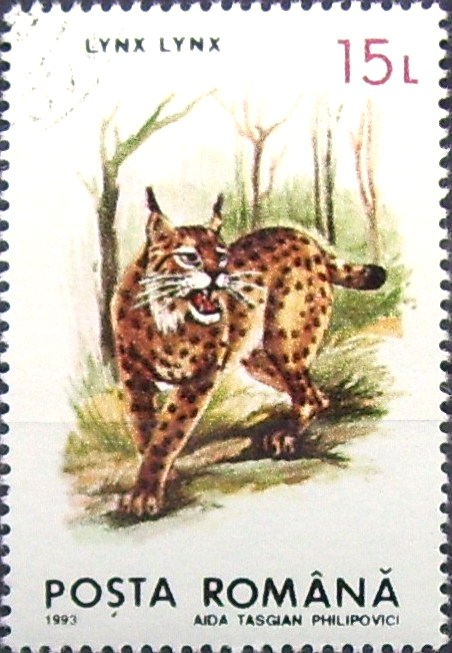
Lynx lynx

## M

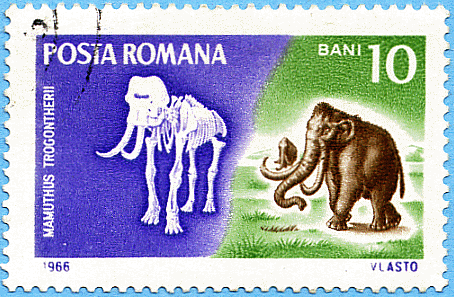
Mamuthus trogontherii
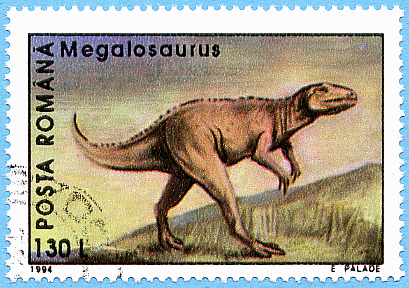
Megalosaurus

## P

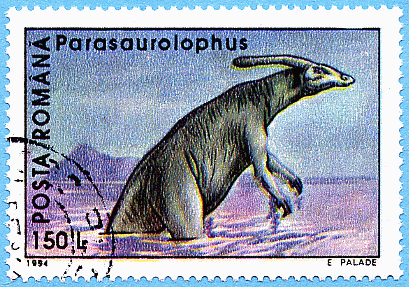
Parasaurolophus

## S

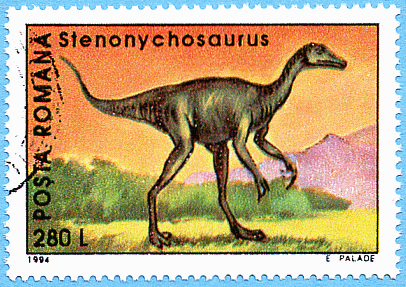
Stenonychosaurus